# Pierre VII de Toulouse-Lautrec
Pierre VII de Toulouse-Lautrec (1551 - vers 1614) est vicomte de Lautrec, de 1569 à sa mort, et seigneur de Montfa à partir de 1611.

## Biographie
Pierre VII de Toulouse-Lautrec est le fils cadet du vicomte Jean-François de Toulouse-Lautrec (1497 - 1569) et de Catherine de Salles, fille du seigneur d'Agriffoul. Membre de la famille de Toulouse-Lautrec, il est l'ancêtre du peintre Henri de Toulouse-Lautrec. Son père ne possédait qu'une part de la vicomté de Lautrec, partagée entre de multiples seigneurs. À la mort de celui-ci en 1569, Pierre hérite de la moitié de la part de son père qu'il partage avec son neveu, Jean Ier de Toulouse-Lautrec, le père de celui-ci, Pons, étant déjà mort. Lors de la mort de Jean Ier, en 1611, il hérite donc du château de Montfa, cité comme étant en "très mauvais état".
Il n'est pas cité lors des guerres de Religion, qui pourtant agitent la région, et meurt vers 1614 dans son château de Montfa, transmettant son titre de vicomte à son fils, Bernard Ier de Toulouse-Lautrec (1583 - 1656).

## Famille
De son mariage avec Anne de Nadal, fille du seigneur de Lacrouzette, sont issus:
- Bernard Ier de Toulouse-Lautrec, héritier à la vicomté ;
- Philippe III de Toulouse-Lautrec (1580 - 1637), marié à Marguerite de Lévis ;
- Abel de Lautrec (? - ?), seigneur d'Algans, marié à Eléonore de Villeneuve.